# Aquí está Felipe Reyes
Aquí está Felipe Reyes é uma telenovela mexicana, produzida pela Televisa e exibida em 1978 pelo El Canal de las Estrellas.

## Elenco
- Antonio Medellín
- Blanca Sánchez
- Alicia Rodríguez
- Virginia Gutiérrez